# 劉松藩
劉松藩（1931年12月3日—2016年11月18日），臺灣政治人物，第一屆（第1－6次增額立委）、第二、三、四、五屆立法委員，曾擔任立法院副院長、立法院院長。他是立法院1992年全面改選後首位出身台湾的立法院院長。

## 生平

### 早年生活
1931年，劉松藩出生於台中大甲，他繼承父親劉雲騰在台中縣大甲鎮農會總幹事及大甲鎮長一職，一直在農會任職。因劉家長久以來積極經營農會系統，地方勢力強大。
劉松藩早年從父親手上接任大甲鎮農會總幹事，民國六十年代轉戰高票當選第一屆區域立委，而聲名大噪，躍居紅派領導人物。
劉松藩在擔任農會總幹事時，參加由農會總幹事組成的「十八羅漢」，這個團體在原台中縣叱吒多年，相當具有影響力。
劉家家族在原台中縣海線地區，數十年來經營有成，扎下深厚人脈，讓劉松藩叱吒政壇數十年。

### 立院生涯
1973年，劉松藩擔任第一屆增額立委後，政壇一路平步青雲，成為台中紅派掌門人。他總共擔任32年立委（1973年－2004年，即第一屆增額立委至第五屆立委），其中有7年是擔任立法院院長，直到第4屆時，敗給當時獲李登輝總統支持的副院長王金平。
2000年，他加入宋楚瑜競選總統的陣營，選後積極籌組親民黨。劉因此退出國民黨。

### 卸任院长
1999年，劉松藩雖連任立委，但未能蟬聯院長。其院長職位由上一任期的副院長，時由高雄縣選區選出的國民黨立委王金平當選就任。
2001年，劉松藩脫離中國國民黨後，改由親民黨以不分區形式提名為立法委員。

### 涉案离台
他在1998年院長任內，涉嫌協助台中商銀董事長曾正仁，居中介紹經營不善的知慶公司向台中商銀非法超貸15億元，劉松藩並從中取得1億5,000萬元的傭金，在2004年9月7日被臺灣高等法院臺中分院判決背信罪成立，当時劉松藩在美國執行立法委員考察，他同日宣佈退出親民黨及辭去不分區立法委員職務，結束32年立委生涯。
劉松藩叱咤政壇數十年，2004年9月7日，因廣三超貸背信案，從中賺取新台幣1.5億元（約3,600萬港元）佣金，遭判刑4年，併科罰金3,000萬元定讞。劉曾以患糖尿病和心血管疾病為由，希望申請保外就醫，但遭法務部拒絕，為逃避牢獄之災，同年8月底潛逃美國洛杉磯，2007年2月臺灣臺中地方檢察署發出通緝令，有效期15年，劉松藩的通緝令到2022年才到期。但後劉松藩因不適應當地生活，輾轉到大陸，之後久居流亡當地。2007年胞弟過世與2009年劉妻蔡雲卿過世，都一度傳出劉松藩可能返台奔喪，但最後都未有現身。曾有臺灣平面媒體記者在香港九龍尖沙咀半島酒店遇見劉松藩，但不能証實。2022年8月4日，行政執行署追查劉松藩妻子名下有一張高爾夫球中心的零股市值270萬，估計追回後可進帳75萬元。

### 逝世
2016年11月18日，劉松藩因心肺慢性阻塞、心律不整等疾病於美國洛杉磯病逝，享壽85歲。

## 選舉紀錄
| 年度 | 選舉屆數                     | 選舉區           | 所屬政黨   | 得票數    | 得票率 | 當選標記 | 備註 |
| ---- | ---------------------------- | ---------------- | ---------- | --------- | ------ | -------- | ---- |
| 1972 | 第一屆立法委員第一次增額選舉 | 臺灣省第三選舉區 | 中國國民黨 | 137,258   | 16.86% |          |      |
| 1975 | 第一屆立法委員第二次增額選舉 | 臺灣省第三選舉區 | 中國國民黨 | 261,410   | 24.19% |          |      |
| 1980 | 第一屆立法委員第三次增額選舉 | 臺灣省第三選舉區 | 中國國民黨 | 95,543    | 9.15%  |          |      |
| 1983 | 第一屆立法委員第四次增額選舉 | 臺灣省第三選舉區 | 中國國民黨 | 108,958   | 9.92%  |          |      |
| 1986 | 第一屆立法委員第五次增額選舉 | 臺灣省第三選舉區 | 中國國民黨 | 92,060    | 7.24%  |          |      |
| 1989 | 第一屆立法委員第六次增額選舉 | 臺灣省第六選舉區 | 中國國民黨 | 87,946    | 16.65% |          |      |
| 1992 | 第二屆立法委員選舉           | 臺中縣選舉區     | 中國國民黨 | 76,894    | 12.47% |          |      |
| 1995 | 第三屆立法委員選舉           | 全國不分區選舉區 | 中國國民黨 | 4,349,089 | 46.1%  |          |      |
| 1998 | 第四屆立法委員選舉           | 臺中縣選舉區     | 中國國民黨 | 59,972    | 9.03%  |          |      |
| 2001 | 第五屆立法委員選舉           | 全國不分區選舉區 | 親民黨     | 1,917,836 | 18.6%  |          |      |